# 木村信之
木村 信之（きむら のぶゆき、1923年1月20日 - 2016年7月3日）は、日本の音楽教育学者。

## 人物・来歴
鳥取県に生まれる。1948年に東京音楽学校甲類師範科を卒業。群馬大学学芸学部付属小学校教諭、東京学芸大学附属大泉小学校教諭を務めた後、東京学芸大学の講師、助教授を経て、教授となる。1986年に定年退官し、名誉教授となるとともに、文教大学教育学部教授を務めた。没後、従四位に叙せられる。

## 著書
- 『音楽科99の相談』 (教師のための相談選書)明治図書出版, 1957
- 『音楽科の授業入門』明治図書出版, 1962
- 『創造性と音楽教育』音楽之友社, 1968
- 『音楽の基礎指導』音楽之友社, 1970
- 『音楽教育史 昭和戦後』音楽之友社, 1993.3

### 共編著
- 『目と耳による音楽の学習 少年少女のための音楽実技全集 [第1]』全5巻 高山清司,山田浅蔵共編. 音楽之友社, 1961
- 『目と耳による音楽の学習 少年少女のための音楽実技全集 [第2] (器楽編』全8巻 高山清司, 山田浅蔵共編. 音楽之友社, 1961
- 『音楽鑑賞のすべて』高山清司, 山田浅蔵共編. 音楽之友社, 1962
- 『音楽教育の証言者たち 上 (戦前を中心に)』編著. 音楽之友社, 1986.
- 『音楽教育の証言者たち 下 (戦後を中心に)』編著. 音楽之友社, 1986.9
- 『子どもと音楽 第9巻 特色のある音楽教育』井口太共編 同朋舎出版, 1987.4
- 『子どもと音楽 第8巻 児童指導の実践』木村信之 [ほか]編 同朋舎出版, 1987.6
- 『子どもと音楽 第6巻 幼児・児童指導の手引き』小川博久,沢崎真彦,大畑祥子,大場牧夫共編 同朋舎出版, 1988.4